# حالة كرينبيرغر-هورن-زايلنغر
في مجال الفيزياء الكوانتكية تعرف حالة كرينبيرغر-هورن-زايلنغر بأنها حالة تشابك بين ثلاث أنظمة كوانتية جزئية ، ثلاث جسيمات مثلا ، تم تعريفها للمرة الأولى عام 1989 على يد كرينبيرغر-هورن-زايلنغر 

## التعريف
يكتب تابع الموجة كمايلي بالحالة العامة 
{\displaystyle |\mathrm {GHZ} \rangle ={\frac {|0\rangle ^{\otimes M}+|1\rangle ^{\otimes M}}{\sqrt {2}}}.}
ابسط الحالات هي ثلاث جسيمات 
{\displaystyle |\mathrm {GHZ} \rangle ={\frac {|000\rangle +|111\rangle }{\sqrt {2}}}.}